# スウィートナイター
『スウィートナイター』 (Sweetnighter) は、アメリカのエレクトリック・ジャズ・バンド、ウェザー・リポートの３枚目のオリジナル・アルバム。1973年にコロムビア・レコードから発表された。

## 解説
録音は、この年の2月に5日間（1973年2月3日 – 7日）にわたって行われた。このアルバムはオリジナル・メンバーであるミロスラフ・ヴィトウスがメインのベース奏者として参加する最後のアルバムとなる予定だった。このアルバムは、バンドの演奏スタイルが最も大きく変遷する様子をとらえたものになっていると考えられている。というのも、このアルバムでの演奏内容が、より開放的で即興演奏を中心とした初期の演奏スタイルと、曲の構成と形式をより重視するスタイルとの間の差異を橋渡しするものになっているからである。また同時に、エレクトリックベースを一層多用するようになったことがはっきりとわかる内容ともなっている。

## 収録曲
| #  | タイトル                                       | 作詞 | 作曲       | 時間  |
| -- | ---------------------------------------------- | ---- | ---------- | ----- |
| 1. | 「ブギ・ウギ・ワルツ - "Boogie Woogie Waltz"」 |      | ザヴィヌル | 13:06 |
| 2. | 「マノレート - "Manolete"」                    |      | ショーター | 5:58  |
| 3. | 「アディオス - "Adios"」                       |      | ザヴィヌル | 3:02  |
| 4. | 「125丁目の出来事 - "125th Street Congress"」  |      | ザヴィヌル | 12:16 |
| 5. | 「ウィル - "Will"」                            |      | ヴィトウス | 6:22  |
| 6. | 「ノンストップ・ホーム - "Non-Stop Home"」     |      | ショーター | 3:53  |

## パーソネル
- ウェイン・ショーター (Wayne Shorter) - テナーサックス、ソプラノサックス
- ジョー・ザヴィヌル (Joe Zawinul) - エレクトリックピアノ、アコースティックピアノ、アープ2600・シンセサイザー
- ミロスラフ・ヴィトウス (Miroslav Vitous) - アコースティックベース (トラック 1, 2)、エレクトリックベース (トラック 3, 5)
- エリック・グラヴァット (Eric Gravatt) - ドラム
- ドン・ウン・ロマン (Dom Um Romão) - パーカッション
- ムルガ・ブーカー (Muruga Booker) - パーカッション
- アンドリュー・ホワイト (Andrew White) - エレクトリックベース (トラック 1, 2, 4, 6)、イングリッシュホルン (トラック 3, 5)[1]